# Матхура
Матхура (гінді मथुरा) або Муттра — місто в Індії, приблизно за 50 км на північ від Агри і на південь від Делі. Адміністративний центр однойменного округу. У стародавні часи місто стояло на перехресті найважливіших караванних шляхів і відігравало центральне місце в економічному житті Індії.
Матхура вважається священним містом, оскільки за переказами там народився Крішна.

## Історія

Перенесена з Матхури в Делі стародавня залізна колона.

В VI столітті до н. е.. Матхура була столицею Шурасенської республіки.
Пізніше місто відігравало важливу роль в Імперії Маур'їв з IV по II століття до н. е., і наступної династії Шунга II століття до н. е. Пізніше місто увійшло до Індо-грецького царства між 180 до н. е. та 100 до н. е.. На короткий час місто знову перебувало під управлінням індійських правителів, але в I століття до н. е. його захопили індо-скіфи.
За археологічними свідченнями, у місті Матхура була потужна джайнська громада.
У III столітті Матхура була однією зі столиць Кушанської імперії. Музеї міста зберігають велику колекцію буддійської скульптури.
634 року Сюаньцзан відвідав місто Матхура по дорозі до буддистських монастирів.
Матхура є місцем паломництва всіх вайшнавів світу, і зокрема представинків міжнародної організації кришнаїтів, яка пов'язана з діяльністю Шріли Прабхупади.
В Матхурі діє великий нафтопереробний завод Індійської нафтової корпорації.

## Місце народження Крішни

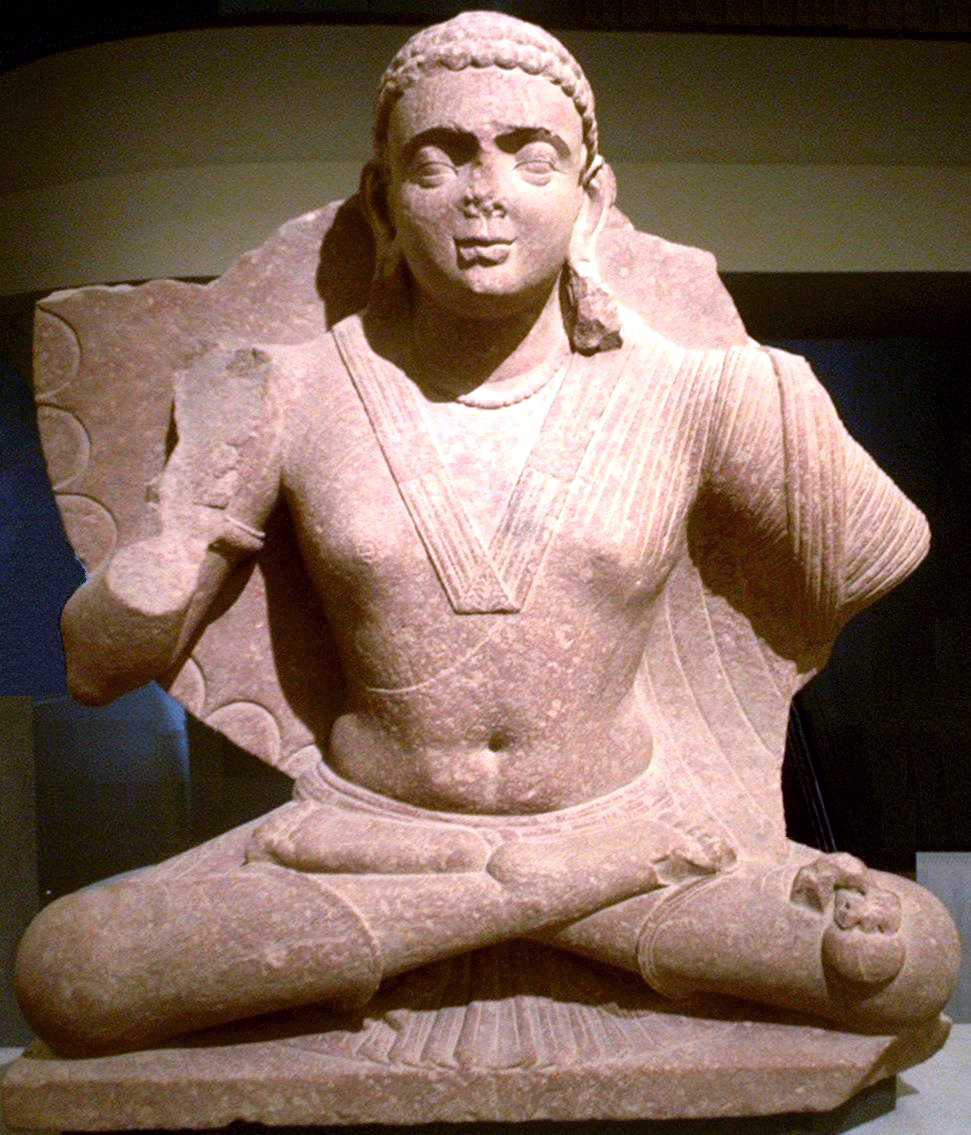
Бодгісаттва Майтрея, мистецтво Матхури, II століття.

Нині на місці народження Крішни в Матхурі розташований храм Кешаво Дев. У храмі встановлено статуї Радхі-Кешави, а ліворуч від них — статуї Джаганнатха, Баладеви та Субхадри. На правому вівтарі розташовані зображення Рами, Сіти, Лакшмани та Ханумана, що схилився перед ними.
Перший храм на цьому місці був споруджений близько 5000 років тому правителем Ваджранабхою, правнуком Крішни, й перебудований Чандрагуптою. Близько 1100 року храм був зруйнований мусульманським завойовником Махмудом Газні й відновлений 1150 року. Чайтанья Махапрабгу, який прямував до Вріндавану, відвідав саме цей храм. 1669 року Аурангзеб зруйнував храм і побудував на його місці та з його матеріалів мечеть. У нинішньому вигляді храм був відновлений 1956 року.
За 250 метрів від нього розташований ще один невеликий храм, присвячений народженню Крішни. У ньому знаходяться божества батьків Крішни, Васудеви та Девакі, та самого Крішни в своїй чотирирукій подобі.

## Інші пам'ятки
Навпроти головного поштамту розташований пагорб Рангу Бхумі, на якому Крішна вбив Камса. Неподалік від пагорба знаходиться храм Рангешвара Махадев, де встановлено Шива-лінгам, якому колись поклонявся Камс.
Через місто протікає річка Ямуна. Уздовж її берега розташовані гхати, місця для обмивання. Найважливішим з них є Вішрама Гхат, місце, де зробив обмивання Крішна після вбивства демонічного царя Камса. За переказами, Вараха здійснив на цьому місці обмивання після вбивства демона Хіраньякші. Поруч з гхатом знаходяться 5000-літні божества Ямуни та її брата Ями. Щодня вранці та ввечері тут відбувається араті Ямуні.
Головний фестиваль Матхури — Крішна Джанмаштамі, день явлення Крішни, який відзначається наприкінці серпня або на початку вересня (на 8-й день після повного місяця).

## Мистецтво Матхури

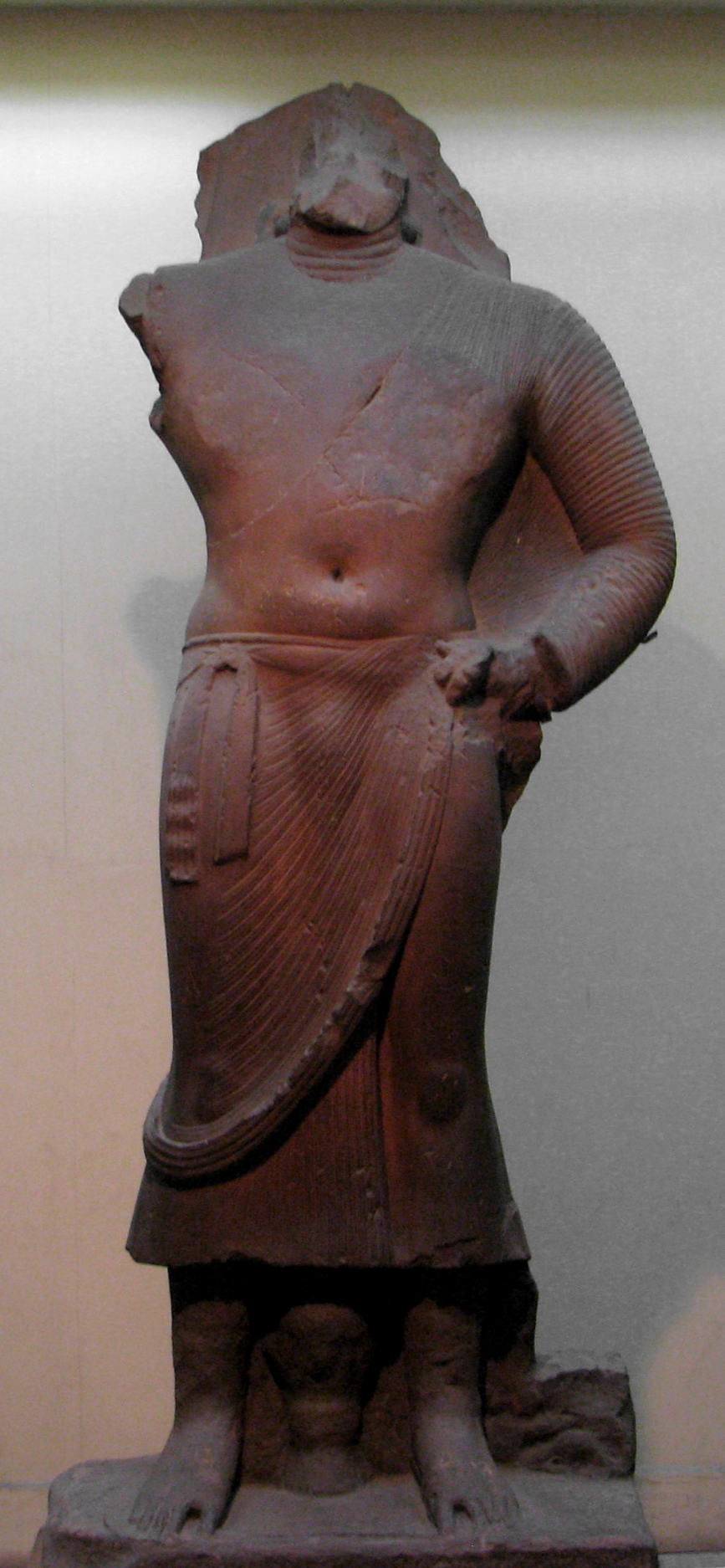
Ботхісатва. Матхура. Кінець I століття. Індійський музей в Калькутті.
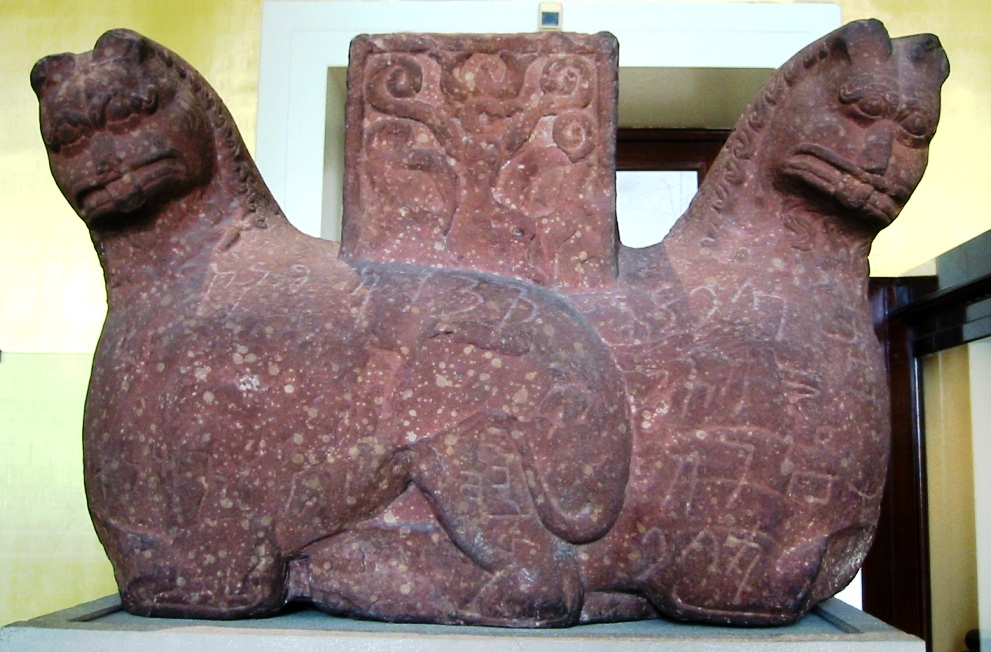
Індо-скіфська колона з левами, I століття.
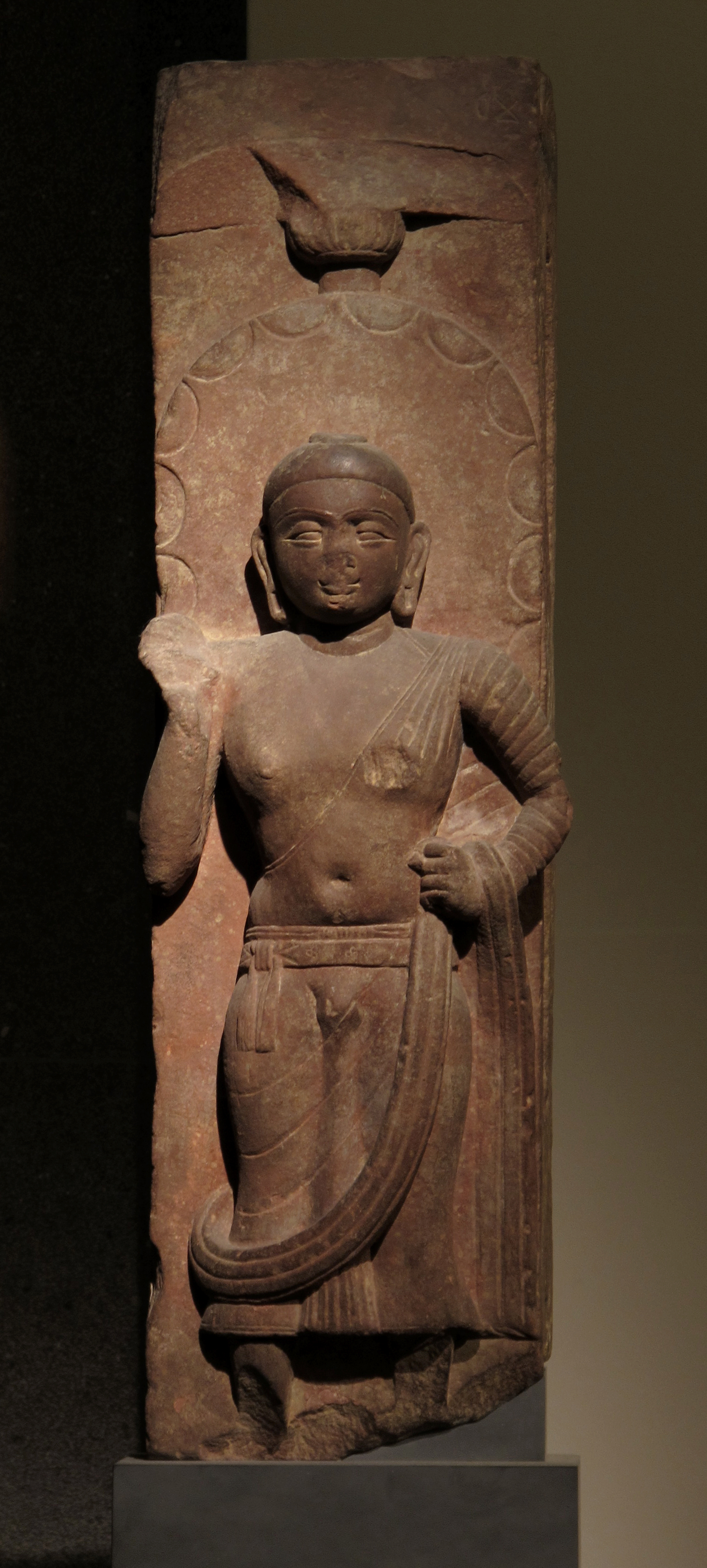
Будда. Матхура. II століття. Музей Ґіме в Парижі.
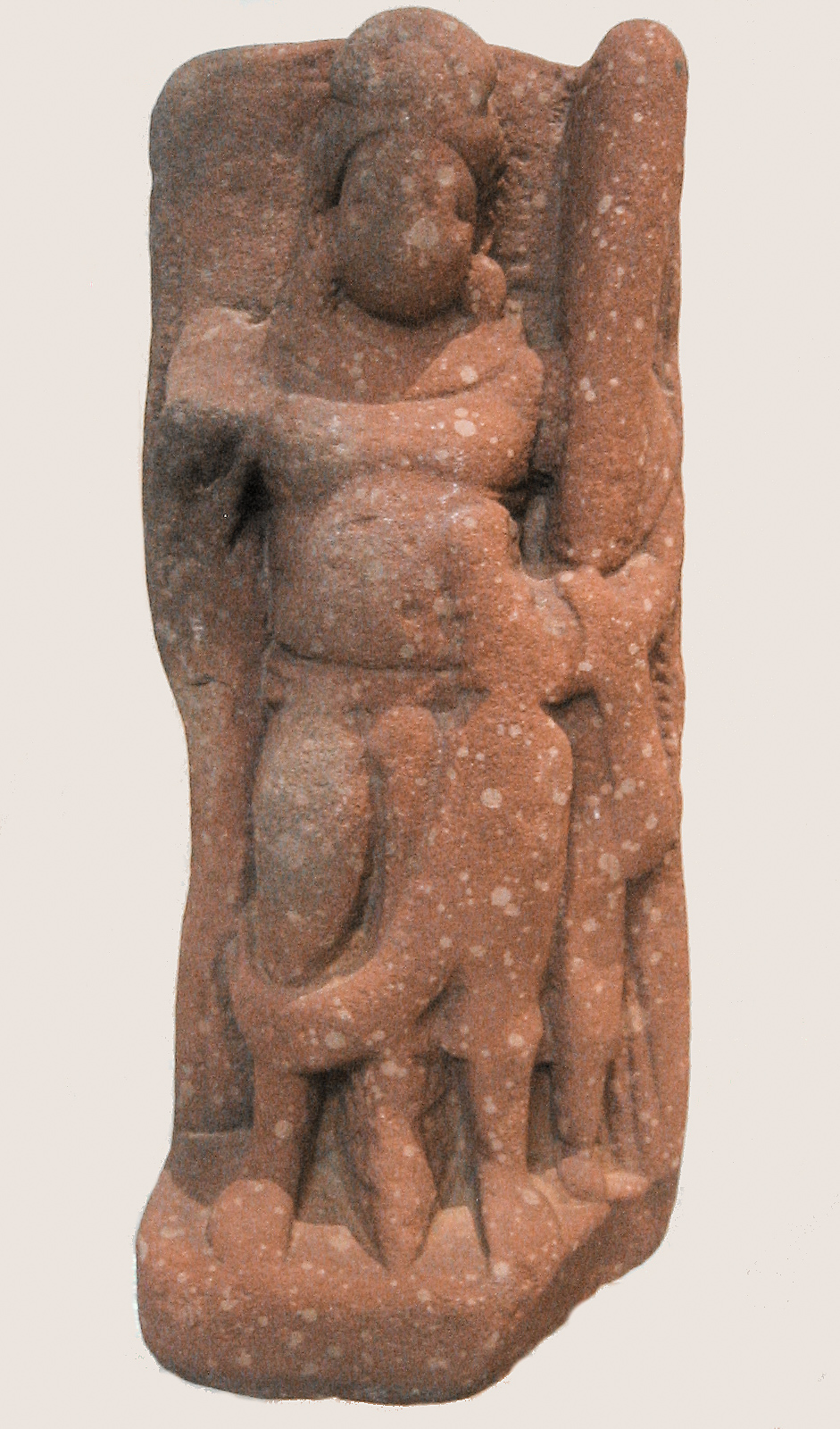
Якша, I — II століття.
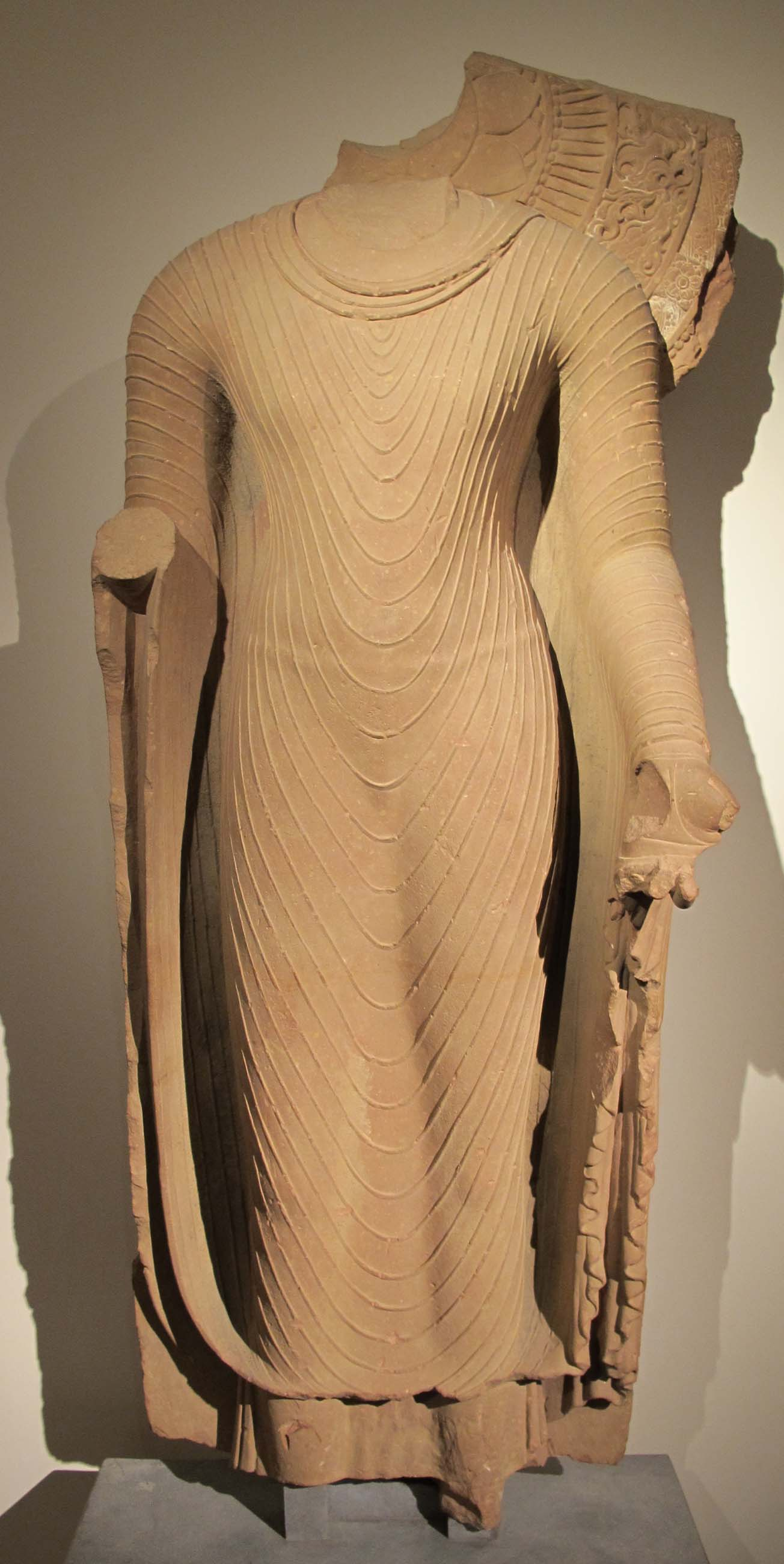
Торс Будди. Матхура, Імперія Гуптів (перша половина або середина V століття).
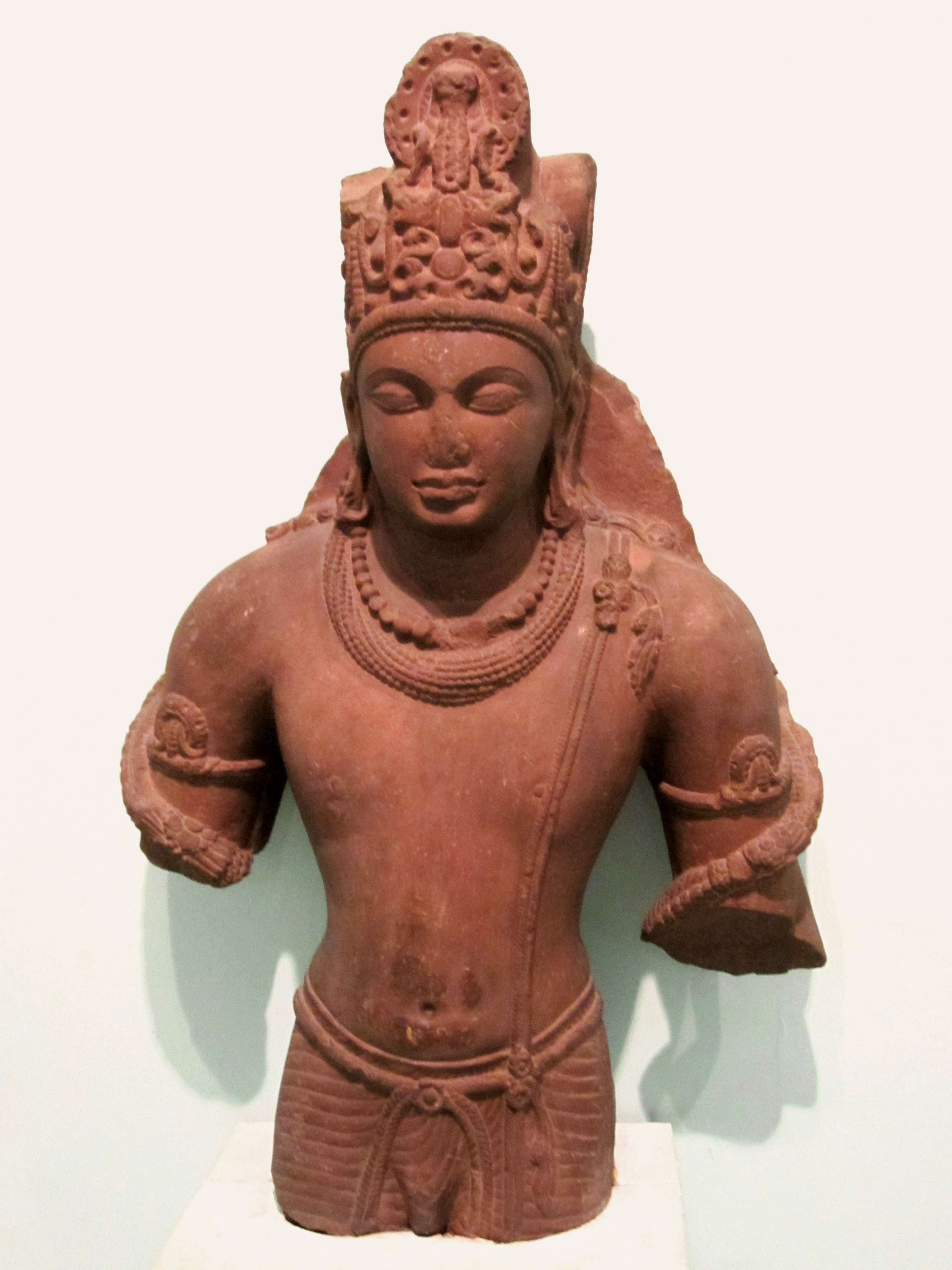
Вішну. Матхура, Імперія Гуптів (перша половина або середина V століття).